# Chrysler Sigma
Pour les articles homonymes, voir Sigma (homonymie).

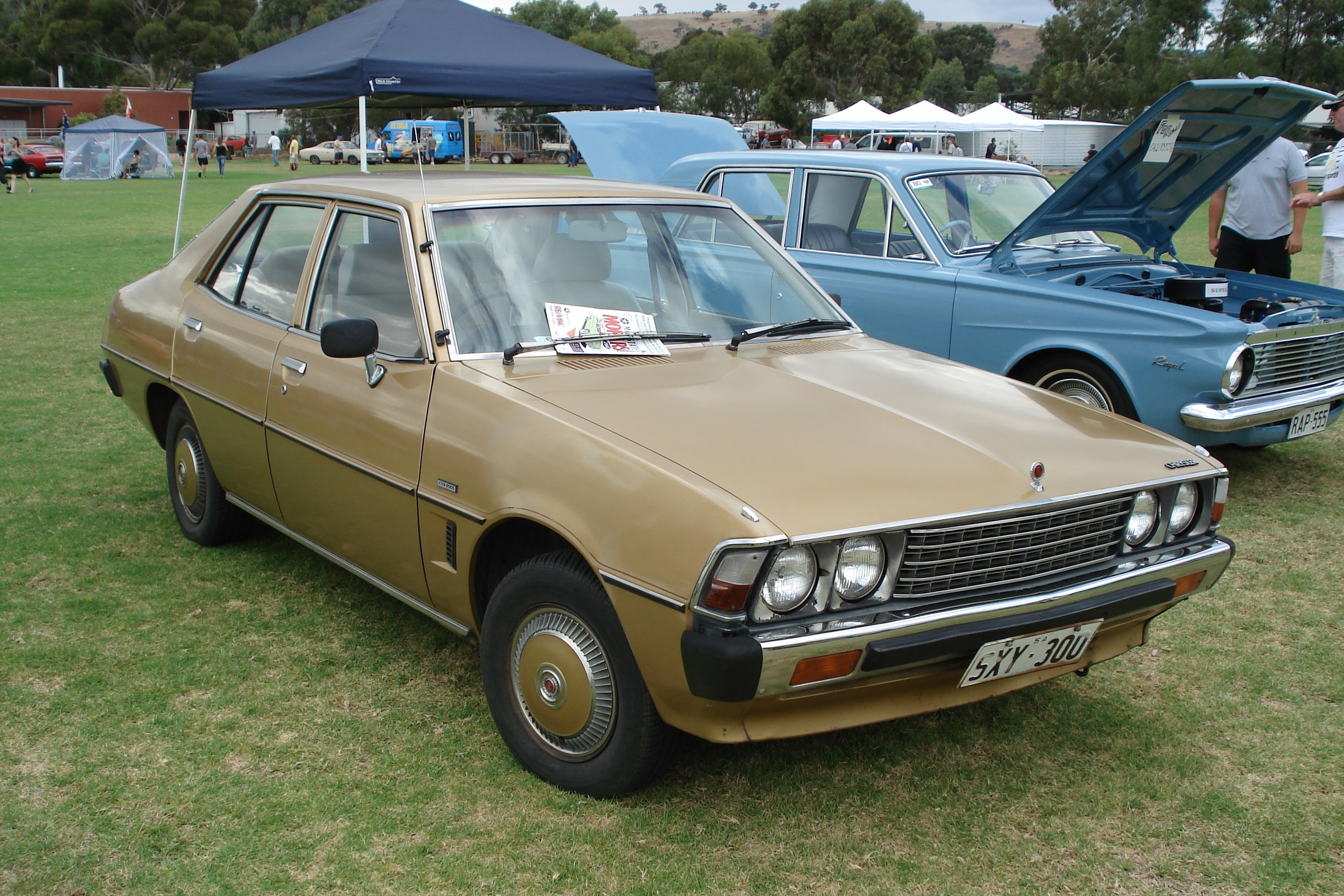
Chrysler GE Sigma SE Sedan.

La Chrysler Sigma est une version de l'automobile Mitsubishi Galant qui était construite par Chrysler Australia à Adélaïde, Australie du Sud à partir de 1977. Lorsque Mitsubishi Motors Australia (MMAL) a repris les installations de fabrication de Chrysler Australie en 1980, ils ont renommé le véhicule Mitsubishi Sigma. La gamme a progressivement été abandonnée et remplacée par la Mitsubishi Magna, à commencer par la berline en 1985 et la familiale en 1987.

## Première génération

### GE (1977-1980)
Chrysler a lancé la Sigma série GE en octobre 1977 pour remplacer la Galant GD sortante. L'assemblage a eu lieu à Tonsley Park, usine d'Adélaïde.
La Sigma série GE a été la première voiture à introduire la gamme de moteurs Astron dans le marché australien,. Le moteur Saturn de 1,6 litre avec transmission manuelle à quatre vitesses était également disponible dans le modèle de base, badgée Sigma Galant. Le moteur Saturn était bon pour 56 kW (76 ch) de puissance et 117 N m de couple. Le modèle milieu de gamme, la Sigma GL, est venu de série avec le moteur Astron de 1,85 litre et une transmission manuelle à quatre vitesses, fournissant 60 kW (81 ch) et 145 N m. La Galant et la GL ont tous deux eu une option de mise à niveau vers le moteur Astron de 2,0 litres - standard avec boîte manuelle à quatre vitesses ou manuelle à cinq vitesses ou en option avec boîte automatique à trois vitesses. Les puissances du moteur 2,0 litres étaient de 64 kW (87 ch) et 145 N m. Le modèle haut de gamme, la Sigma SE, offrait en standard le moteur de 2,0 litres et la transmission à cinq vitesses - la transmission automatique est resté une option. Les moteurs Astron été initialement importés, l'usine de moteurs de Lonsdale, en Australie-Méridionale, produisant l'Astron à partir d'octobre 1979.
La Sigma SE propose un équipement comprenant des sièges arrière inclinables à cinq positions. Ouverture intérieure du couvercle de coffre, console de toit (comprenant une de dôme, une lampe de lecture de carte, des témoins de ceinture de sécurité et d'alerte de porte entrouverte), pneus à plis radiaux avec ceinture en acier, pare-brise feuilleté, calandre distinctive, verre fumé sur tous les cadrans d'instruments, poches au dos des sièges avant et garniture en tissu Ivanhoe qui étaient également de série avec la SE (avec du cuir en option). La SE se distingue en outre par ses enjoliveurs de couleur carrosserie avec garniture argentée.
Dès le lancement, Chrysler a également proposé une option "Sportspack" pour la GL de 2.0 litres. Cela comprenait des rayures extérieures, phares de route à halogène et à quartz, un volant sport, voyant d'avertissement de niveau de carburant bas, tachymètre et pneus radiaux ceinturés d'acier.
En mars 1978, une version coupé deux portes de fabrication japonaise, appelée «Sigma Scorpion», a été lancée, basée sur la Mitsubishi Galant Lambda. Bien que la Sigma Scorpion partage de nombreux composants moteurs et mécaniques communs avec la berline, tous les panneaux de carrosserie et la plupart des caractéristiques intérieures étaient uniques au coupé. Le 12 octobre 1978, une variante de carrosserie break de la Sigma a été lancée - disponible en versions Galant, GL et SE.
Le 1er novembre 1979, Chrysler a annoncé et commencé la vente des Sigma GL et SE à moteur Astron agrandi de 2,6 litres. Dans le même temps, le moteur de 1,85 litre a été abandonné. Jumelé uniquement à la boîte de vitesses automatique, le 2,6 litres était considéré comme le plus gros moteur quatre cylindres vendu à l'échelle internationale à l'époque. Le modèle de 2.6 est venu, en outre, équipé d'un nouveau système de freinage avec des disques avant plus grands et une augmentation de 56% de la surface des plaquettes. Des jantes de 14 pouces en alliage coulé ont également été proposées comme option supplémentaire pour le modèle 2.6. Le moteur de 2.6 été noté pour sa douceur et son raffinement, bien que moins que son homologue de 2,0 litres,,. Son grand déplacement le rendait compétitif avec ses rivaux à six cylindres,,. Chrysler revendique 73 kW (99 ch) de puissance et un couple de 188 N m. Selon Chrysler, cela en faisait le moteur quatre cylindres le plus puissant vendu en Australie à l'époque.

### GH (1980-1982)
Le 28 avril 1980, Chrysler a dévoilé la Sigma GH à Brisbane. Le 30 avril, Mitsubishi Corporation et Mitsubishi Motors ont conjointement acquis les 65% restants de Chrysler dans Chrysler Australia (ce qui porte la double propriété de Mitsubishi à 98,9%),. Le 1er octobre 1980, la gamme GH a été rebadgée de Chrysler Sigma à Mitsubishi Sigma, en raison du changement de nom de Chrysler Australia en Mitsubishi Motors Australia (MMAL) à la suite du rachat.
Lancée sur le marché le 12 mai, la série GH a subi un reliftage considérable aux extrémités avant et arrière. Bien qu'il n'ait été introduit en Australie qu'en 1980, le reliftage est apparu sur les modèles Galant du marché domestique japonais et sur les modèles Mitsubishi Sigma assemblés en Nouvelle-Zélande en 1979.
La disposition mécanique était la même que précédemment, à l'exception de l'ajout d'une transmission manuelle à cinq vitesses pour le modèle de 2,6 litres (avec transmission automatique exilée dans la liste des options). Le modèle de base était désormais simplement appelé "Sigma" au lieu de "Sigma Galant".
Un modèle GLX a été placé entre les niveaux GL et SE et a été annoncé comme une "finition sport". Une série "Peter Wherrett", de la GLX, limitée à 1 016 éditions ont été construites (option A05), du nom du journaliste automobile australien Peter Wherrett qui a été chargé par MMAL d'améliorer la gestion de la Sigma après s'en être plaint. Les améliorations comprenaient des roues de 15 pouces Globe "Montego" en alliage équipées de pneus Pirelli P6, sièges Recaro, volant Momo, extracteurs Sonic, ainsi que des ressorts hélicoïdaux abaissés et des amortisseurs Bilstein.
Mitsubishi a mis en vente une édition limitée, la Sigma Satellite basée sur la GL en Avril 1981, ajoutant de la peinture bicolore (disponible en trois combinaisons), enjoliveurs uniques, un volant sport à prise souple, rembourrage en tissu, verre teinté complet avec pare-brise feuilleté. En septembre 1981, en partenariat avec les spécialistes du turbocompresseur Normalair-Garrett, Mitsubishi a produit une série limitée de 500 Sigma Turbo, la première voiture turbocompressée de production et de construction australienne. Le moteur Astron à induction forcée de 2,0 litres produisait 116 kW (158 ch) et 235 N m. Mitsubishi a abandonné la série GH en février 1982.

## Deuxième génération

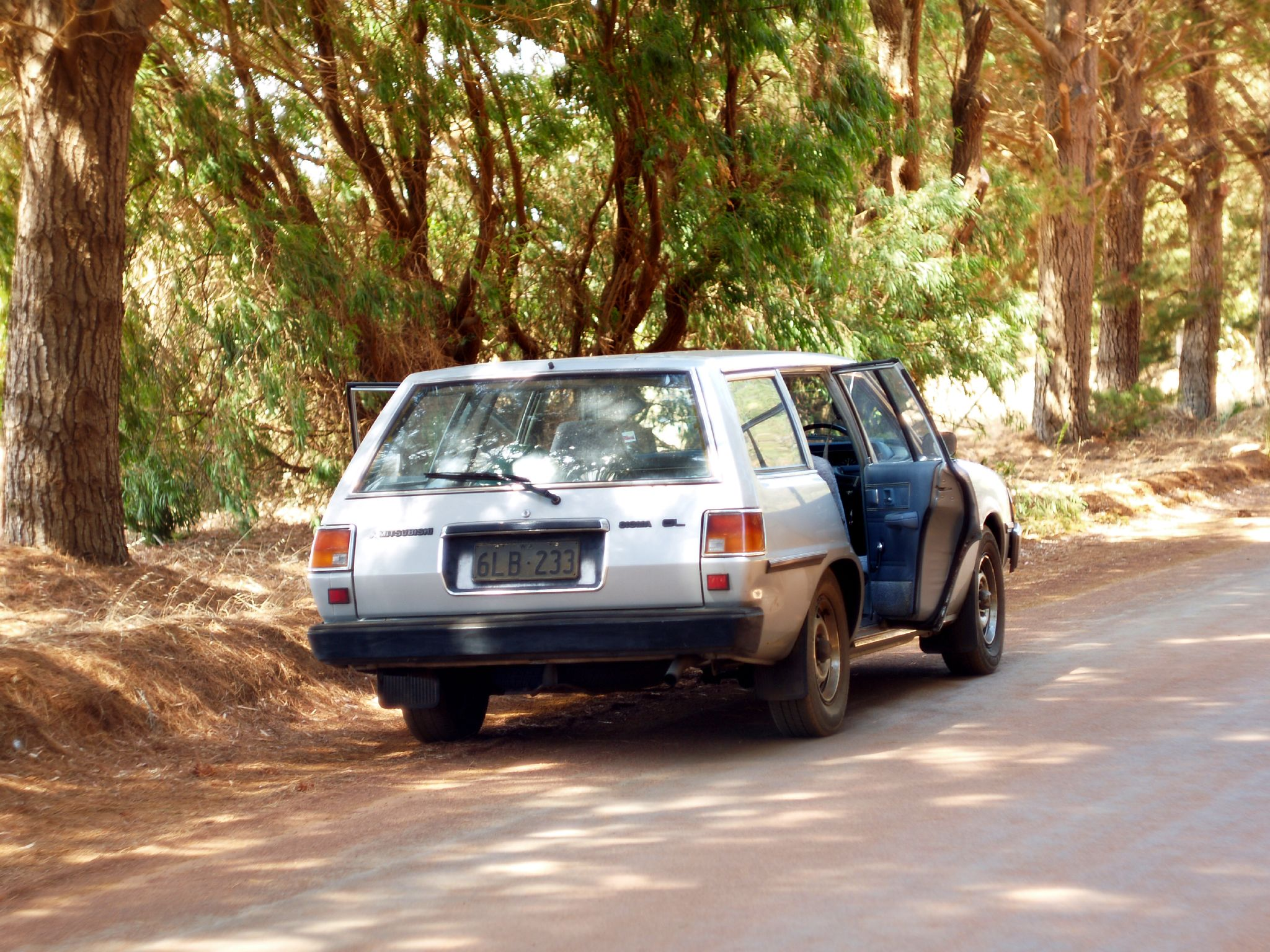
Mitsubishi Sigma GH

### GJ (1982-1984)
La Sigma GJ redessinée a été lancée en mars 1982, basée sur la Mitsubishi Galant de 1980 du marché intérieur japonais. Alors qu'un réaménagement complet a été fait pour les modèles berline, les modèles breaks n'étaient en fait nouveaux qu'à partir du pare-feu avant - le reste de la carrosserie était toujours sur base de la GH. Les offres de moteur et de transmission sont restées comme auparavant, mais ont reçu des augmentations de puissance et de couple; le moteur de 2,0 litres produisait désormais 70 kW (95 ch) et 152 N m et le moteur de 2,6 litres produisait 76 kW (103 ch) et 192 N m.
En février 1983, Mitsubishi a lancé une édition spéciale, la Sigma GL Satellite. Au prix de 1000 $ en dessous du niveau de luxe GL, la Satellite été construite en versions berline et familiale, avec climatisation, transmission manuelle ou automatique à cinq vitesses en option. Cependant, la peinture bicolore, un pare-brise feuilleté, radio AM / FM, colonne de direction réglable, essuie-glaces intermittents et une lunette arrière chauffante été montée de série.
Le modèle SE présentait des tapis à poils coupés, un tachymètre, lampes de lecture suspendues, lampes de marchepied, lampes de plancher arrière, stéréo AM / FM MPX avec radio / cassette et quatre haut-parleurs, déverrouillage à distance du coffre et du bouchon de réservoir, soutien lombaire réglable et inclinaison pour le siège conducteur et vitres latérales teintées.
Un modèle sportif, la Sigma GSR, a également été lancée avec des moteurs de 2,0 ou 2,6 litres et proposées avec des transmissions automatiques ou manuelles. Caractéristiques: roues en alliage, freins à disque aux quatre roues, un volant sport et occultations, en particulier sur les cadres de fenêtre et les poignées de porte.
Juin 1983 a vu la Sigma d'entrée de gamme rebadgée en Sigma XL, pour coïncider avec les désignations de niveau de finition de la petite voiture de MMAL, la Colt.
Octobre 1983 voit la sortie de la luxueuse Sigma Super Saloon. Produite en édition limitée à 500 voitures et placée au-dessus du niveau de finition SE dont elle dérive, elle n'est venue qu'avec le moteur de 2,6 litres en boîte manuelle à cinq vitesses ou automatique à trois vitesses. La boîte manuelle à cinq vitesses était d'origine japonaise, plutôt que l'unité BorgWarner Australia précédemment montée sur les Sigma, et la suspension a été réajustée. La Super Saloon était dotée d'une peinture métallique bicolore et d'un revêtement en velours écrasé pour l'intérieur. Deux combinaisons de peinture et de garniture étaient proposées - carrosserie supérieure en bleu avec carrosserie inférieure en argent et intérieur bleu - ou extérieur brun foncé / brun clair avec intérieur bronze. La Super Saloon a introduit en standard la direction assistée, vitres électriques et verrouillage centralisé - fonctionnalités qui sont également devenues facultatives sur les versions GL, SE et GSR de la Sigma. La console centrale au plancher a également été révisée pour accueillir les interrupteurs de fenêtre électrique et du verrouillage central des portes,. D'autres équipements équipant la Super Saloon inclus la climatisation, roues en alliage et freins à disque aux quatre roues.
La Sigma série GJ a eu la particularité d'être la seule voiture australienne exportée vers l'Europe dans les années 80 (Chrysler l'a déjà fait avec la Valiant australienne). La voiture a été vendue au Royaume-Uni, en versions berline et familiale, sous la marque Lonsdale.

### GK (1984-1985)
La série GK est sortie en mars 1984. C'était un reliftage complet, à l'extérieur comme à l'intérieur. Extérieurement, la GK a été modifiée en ayant un nouveau capot et une calandre moins profonde, tandis qu'à l'arrière, de nouveaux groupes de feux arrière (qui étaient apparus sur certains marchés étrangers en 1982) et une jupe arrière ont été installés, la plaque d'immatriculation étant déplacée sous le pare-chocs. En interne, les spécifications et les garnitures des modèles ont changé. Les sièges étaient différents dans certains modèles, en particulier la GL, et tous les modèles avaient l'option de vitres électriques (bien que rares), une option non disponible dans la plupart des modèles précédents.
La Sigma XL était le modèle d'entrée de gamme et était livrée avec les moteurs de 1,6 ou 2,0 litres. Dans la SE, des sièges en velours avec contrôle lombaire, appui-têtes réglables et un accoudoir arrière rabattable avec accès au coffre a été installé. Les lampes de lecture incorporées dans le plafonnier, monté sur le toit, et intégrées dans les montants arrière étaient désormais disponibles sur le modèle SE de la Sigma. La direction assistée était également une option tout comme les vitres électriques. Le modèle SE de la Sigma avait des doubles lignes de série autour de la voiture, avec des indicateurs de capot chromés.
Les détails chromés (autour des jauges et des bouches d'aération, qui avaient souvent tendance à se décoller) ont été remplacés par de la peinture noire, et la garniture de porte était désormais bicolore dans certains modèles. Quelques autres changements légers ont été inclus dans la Sigma GK, par exemple, le coffre était entièrement doublée de moquette et comportait également un protecteur en plastique pour les lumières. Un coffre peint avec seulement un tapis de base été utilisé dans la Sigma GN, sans protecteur de lumière en plastique. De plus, des lumières de courtoisie rouges été intégrées au bas des portes du modèle SE.
En ce qui concerne la mécanique de la voiture, la GK était inchangée par rapport à la GJ, tandis que le modèle SE comportait des freins à disque arrière de série. La GSR a reçu un becquet avant plus sportif, cadres de porte et poignées de porte noires et est venue en standard avec des freins à disque arrière.
En juillet 1984, Mitsubishi a réintroduit le niveau de finition Super Saloon, toujours basé sur la berline Sigma SE et intégrant des articles de luxe normalement offerts en option. La GK Super Saloon a généralement suivie la structure de la GJ, bien que les changements incluent une nouvelle garniture en velours côtelé et un système stéréo avec installation de cassette compacte, un réglage AM / FM balayage et un affichage numérique. Mitsubishi a également présenté une Sigma GK Satellite en édition limitée fin 1984, basée sur la XL mais avec le moteur de 2,6 litres et la boîte manuelle à cinq vitesses (ou automatique en option), bandes latérales avec identification du modèle par badge Satellite, rembourrage garni de tissu, radio AM / FM / MPX avec deux haut-parleurs, garniture de roue distinguée, insonorisation supplémentaire, pare-brise teinté et fenêtre arrière chauffante.

### GN (1985-1987)
Sortie en juillet 1985, la GN était une mise à jour, mais aussi une rationalisation de la gamme Sigma précédente en raison du fait qu'elle ne soit vendue qu'en version GL. La gamme a été rationalisée en raison de la sortie, en avril 1985, de la gamme Mitsubishi Magna à traction avant, qui a finalement été développée pour remplacer la Sigma en Australie.
La gamme GN a subi un certain nombre de changements de garniture externes par rapport à ses prédécesseurs, notamment une ligne de garniture noire autour de la base de la carrosserie et la suppression de la bande chromée enveloppante vue sur le modèle précédent. La calandre a été remodelée, ressemblant à la calandre du modèle SE précédent, et de nouveaux enjoliveurs ont été utilisés avec des jantes en alliage des modèles SE précédents en option. Le changement le plus important concerne toutefois les modèles breaks. Pour rafraîchir le modèle, avant la sortie imminente du break Magna (qui était en cours de développement à l'époque, pour une sortie en 1987), un nouveau toit plus haut (surnommé "toit supérieur") a été développé pour la voiture, ce qui a contribué à améliorer l'espace global de la cabine de la voiture. Il a donné au break une apparence unique par rapport à ses prédécesseurs, d'autant plus qu'il incorporait un becquet monté sur le toit.
Côté moteur, la Sigma GN était proposée soit avec le moteur Astron de 2,0 litres (70 kW (95 ch) à 5 600 tr/min et 152 N m à 2 400 tr/min) ou avec le moteur Astron II de 2,6 litres (83 kW (113 ch) à 5 200 tr/min et 200 N m à 2 400 tr/min). L'Astron II a subi quelques modifications par rapport aux modèles précédents, notamment une tête nouvellement conçue avec des poussoirs hydrauliques (remplaçant les poussoirs manuels des précédents Astron) et des pistons à tête plate. Le commutateur de pression d'huile était maintenant situé à l'arrière du bloc-cylindres. En décembre 1985, les versions de 2,0 litres ont été abandonnées, car Mitsubishi ne croyait pas qu'elle garantirait la conversion au carburant sans plomb. Le sans plomb a été introduit en Australie en janvier 1986.
Mitsubishi a lancé les éditions limitées Satellite GL de la série GN en octobre 1986, ajoutant la climatisation, rayure unique, protecteurs de phares, bavettes avant et arrière, colonne de direction réglable en inclinaison, hayon télécommandé (pour les breaks) et rétroviseurs latéraux.
Le break Sigma à «toit supérieur» était un modèle d'exportation pour MMAL. Au cours de la période 1986-1987, les break été expédiés en Nouvelle-Zélande, en raison de la demande de ce modèle sur le marché. Bien qu'ils appartiennent à une génération précédente de la gamme Mitsubishi Sigma berline à traction avant (qui était similaire, mais d'une carrosserie plus étroite que la Magna et équipée de moteurs plus petits) vendus en Nouvelle-Zélande, ils se sont avérés populaires, en particulier avec les flottes.
Cette dernière génération de la Sigma a cessé sa production au début de 1987, en raison de la sortie des modèles Magna breaks, complétant la gamme globale de la Magna.